# Lijst van stekelpootspinnen
De lijst van stekelpootspinnen bevat alle wetenschappelijk beschreven soorten uit de familie van stekelpootspinnen (Zoridae).

## Argoctenus
Argoctenus L. Koch, 1878
- Argoctenus aureus (Hogg, 1911)
- Argoctenus australianus (Karsch, 1878)
- Argoctenus bidentatus (Main, 1954)
- Argoctenus devisi Rainbow, 1898
- Argoctenus gracilis (Hickman, 1950)
- Argoctenus hystriculus Simon, 1909
- Argoctenus igneus L. Koch, 1878
- Argoctenus nebulosus Simon, 1909
- Argoctenus pectinatus Hogg, 1900
- Argoctenus pictus L. Koch, 1878
- Argoctenus vittatus (Rainbow) (Rainbow, 1889)
- Argoctenus vittatus (Simon) (Simon, 1920)

## Elassoctenus
Elassoctenus Simon, 1909
- Elassoctenus harpax Simon, 1909

## Hestimodema
Hestimodema Simon, 1909
- Hestimodema ambigua Simon, 1909
- Hestimodema latevittata Simon, 1909

## Hoedillus
Hoedillus Simon, 1898
- Hoedillus sexpunctatus Simon, 1898

## Israzorides
Israzorides Levy, 2003
- Israzorides judaeus Levy, 2003

## Odo
Odo Keyserling, 1887
- Odo abudi Alayón, 2002
- Odo agilis Simon, 1897
- Odo ariguanabo Alayón, 1995
- Odo australiensis Hickman, 1944
- Odo blumenauensis Mello-Leitão, 1927
- Odo bruchi (Mello-Leitão, 1938)
- Odo cubanus (Franganillo, 1946)
- Odo drescoi (Caporiacco, 1955)
- Odo galapagoensis Banks, 1902
- Odo gigliolii Caporiacco, 1947
- Odo incertus Caporiacco, 1955
- Odo insularis Banks, 1902
- Odo keyserlingi Kraus, 1955
- Odo lenis Keyserling, 1887
- Odo limitatus Gertsch & Davis, 1940
- Odo lycosoides (Chamberlin, 1916)
- Odo obscurus Mello-Leitão, 1936
- Odo patricius Simon, 1900
- Odo pulcher Keyserling, 1891
- Odo roseus (Mello-Leitão, 1941)
- Odo sericeus (Mello-Leitão, 1944)
- Odo serrimanus Mello-Leitão, 1936
- Odo similis Keyserling, 1891
- Odo tulum Alayón, 2003
- Odo vittatus (Mello-Leitão, 1936)

## Odomasta
Odomasta Simon, 1909
- Odomasta guttipes (Simon, 1903)

## Simonus
Simonus Ritsema, 1881
- Simonus lineatus (Simon, 1880)

## Thasyraea
Thasyraea L. Koch, 1878
- Thasyraea lepida L. Koch, 1878
- Thasyraea ornata L. Koch, 1878

## Tuxoctenus
Tuxoctenus Raven, 2008
- Tuxoctenus gloverae Raven, 2008
- Tuxoctenus linnaei Raven, 2008
- Tuxoctenus mcdonaldae Raven, 2008

## Voraptus
Voraptus Simon, 1898
- Voraptus aerius Simon, 1898
- Voraptus affinis Lessert, 1925
- Voraptus exilipes (Lucas, 1858)
- Voraptus extensus Lessert, 1916
- Voraptus orientalis Hogg, 1919
- Voraptus tenellus (Simon, 1893)

## Xenoctenus
Xenoctenus Mello-Leitão, 1938
- Xenoctenus marmoratus Mello-Leitão, 1941
- Xenoctenus pampeanus Mello-Leitão, 1940
- Xenoctenus patagonicus Mello-Leitão, 1940
- Xenoctenus unguiculatus Mello-Leitão, 1938

## Zora
Zora C. L. Koch, 1847
- Zora acuminata Zhu & Zhang, 2006
- Zora alpina Kulczyński, 1915
- Zora armillata Simon, 1878
- Zora distincta Kulczyński, 1915
- Zora hespera Corey & Mott, 1991
- Zora lyriformis Song, Zhu & Gao, 1993
- Zora manicata Simon, 1878
- Zora nemoralis (Blackwall, 1861)
- Zora opiniosa (O. P.-Cambridge, 1872)
- Zora palmgreni Holm, 1945
- Zora parallela Simon, 1878
- Zora pardalis Simon, 1878
- Zora prespaensis Drensky, 1929
- Zora pumila (Hentz, 1850)
- Zora silvestris Kulczyński, 1897
- Zora spinimana (Sundevall, 1833)

## Zoroides
Zoroides Berland, 1924
- Zoroides dalmasi Berland, 1924